# Jabukovac

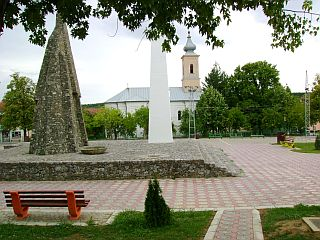
Zentrum des Dorfes

Jabukovac (Kyrillisch: Јабуковац) ist ein Dorf in der Opština Negotin und im Okrug Bor im Osten Serbiens. Das Dorf wird im Jahre 1542 erstmals namentlich erwähnt. Es wird mehrheitlich von Walachen bewohnt.
International kam das Dorf im Sommer 2007 in die Schlagzeilen, als beim Amoklauf von Jabukovac neun Menschen erschossen wurden.

## Geographie

### Geographische Lage
Jabukovac liegt 220 Meter über dem Meeresspiegel. Das Dorf wurde auf mehreren Hügeln erbaut, weshalb man es nur durch gebirgige und kurvige Straßen erreichen kann.

### Klima
In Jabukovac herrscht, wie auch in den umliegenden Dörfern und Gemeinden ein gemäßigtes kontinentales Klima mit den für Europa üblichen vier Jahreszeiten.

## Einwohner
Die Volkszählung 2002 (Eigennennung) ergab, dass sich insgesamt 1.884 Menschen im Dorf niedergelassen haben.
Weitere Volkszählungen (Eigennennung):
- 1948: 4.550
- 1953: 4.592
- 1961: 4.491
- 1971: 3.886
- 1981: 3.485
- 1991: 2.988